# Bộ Cá đuối
Bộ Cá đuối (tên khoa học Rajiformes) là một trong bốn bộ của liên bộ Batoidea, cá sụn dẹp liên quan đến cá mập. Rajiformes được phân biệt bởi sự hiện diện của vây ngực mở rộng rất nhiều, đến xa về phía trước hai bên đầu, với một cơ thể thường phẳng. Mắt và lỗ thở được đặt trên bề mặt phía trên của đầu và các khe mang ở mặt dưới của cơ thể. 

## Phân bố
Rajiformes được tìm thấy trên khắp các đại dương của thế giới, từ vùng biển Bắc Cực đến Nam Cực, từ đá ngầm bờ biển cạn, vùng biển mở đến khu vực thẳm. Một số ít được tìm thấy trong các con sông và một số ở các cửa sông nhưng hầu hết là biển, sống gần đáy biển tại nơi có độ sâu từ 3.000 mét (9.800 ft) trở lên.

## Các họ
Mười ba họ được công nhận:
- Anacanthobatidae
- Arhynchobatidae
- Dasyatidae
- Gymnuridae
- Hexatrygonidae
- Myliobatidae
- Plesiobatidae
- Potamotrygonidae
- Rajidae
- Rhinidae
- Rhinobatidae
- Urolophidae
- Urotrygonidae.[2]